# Siphona cothurnata
Siphona cothurnata är en tvåvingeart som först beskrevs av Louis-Paul Mesnil 1952.  Siphona cothurnata ingår i släktet Siphona och familjen parasitflugor. Inga underarter finns listade i Catalogue of Life.